# Gestão Paulo Serra na prefeitura de Santo André
A Gestão Paulo Serra na prefeitura de Santo André corresponde ao período da história política do município de Santo André em que Paulo Henrique Pinto Serra esteve ocupando o cargo de prefeito municipal, entre 1.º de janeiro de 2017 e 31 de dezembro de 2024.

## Antecedentes
A eleição municipal de Santo André em 2016 foi marcada por duas candidaturas, que disputaram o segundo turno do pleito, A do então prefeito em exercício Carlos Grana, do Partido dos Trabalhadores que tentava a reeleição e a de seu ex-secretário de Mobilidade Urbana, Obras e Serviços Públicos Paulo Serra, do Partido da Social Democracia Brasileira com quem havia rompido politicamente em 2015.
O candidato a Vice-prefeito de Serra foi Luiz Zacarias, do Partido Trabalhista Brasileiro, então vereador da cidade e ex-presidente da Câmara Municipal durante o biênio 2005-2006.
Paulo Serra e Zacarias venceram a chapa do então prefeito, do Partido dos Trabalhadores com 276.575 votos que representaram 78,21% do eleitorado total do município contra 21,79% do gestor em exercício.

## Posse

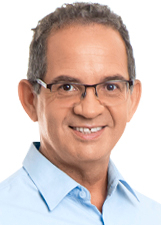
Luiz Zacarias, Vice-prefeito de Santo André durante as gestões de Paulo Serra.

Tomou posse na Câmara Municipal em 1.º de janeiro de 2017 junto ao vice, vereadores e secretários municipais. Em seu discurso, Serra afirma que sua eleição representava um divisor de águas na história do município, uma vez que quebrou a hegemonia de uma polarização no município, representada pelo PT e pelo PTB. Além de que as pessoas desejavam uma mudança no perfil do gestor do município, crítica em referência a Carlos Grana (PT) e Aidan Ravin (PTB), seus antecessores.
Na eleição de 2016 a chapa vencedora representava a coligação Projeto Forte, Mudança Certa que contava com o PSDB, PTB, PV, REDE e PHS.

### Reeleição
Em 2020 foi candidato a reeleição no município, tendo Zacarias novamente como candidato a vice, alcançando a vitória em primeiro turno, com 266 591 votos, que representavam 76,93% do eleitorado do município, em segundo lugar estava a professora Bete Siraque, candidata do partido dos trabalhadores, com 7,36% dos votos. 
A coligação que lançou a chapa Serra/Zacarias à prefeitura de Santo André em 2020 foi Futuro Seguro para Nossa Santo André que contava com o PSDB, PTB, DEM, MDB, PDT, Cidadania, PSL, PSD, PV, Avante e PMB.

## Projetos

### QauliSaúde
Em junho de 2017 foi lançado pela prefeitura o programa QualiSaúde iniciativa que consiste na reforma estrutural das unidades de saúde do município, informatização da rede e capacitação dos funcionários públicos da Área.

### Programa Banho de Luz
O Programa Banho de Luz iniciado em 2014, sob sua gestão a frente da secretaria de obras e serviços públicos retorna em 2017 com objetivo de realizar a mudança de 100% das luminárias de vapor de sódio por lâmpadas de LED, a pretensão da iniciativa foi economizar 52% em consumo de energia, o equivalente a 842,2 MW/mês. até o fim de sua gestão, em dezembro de 2024, 70% da cidade foi contemplada com o novo modal de iluminação pública.

### Programa Rua Nova
Em execução desde o primeiro ano de sua gestão, o Programa Rua Nova consiste na requalificação e recapeamento asfáltico em toda malha viária da cidade de Santo André. De 2017 até meados de 2024 mais de 400 quilômetros de vias foram recapeadas e requalificadas através do projeto custeado pelo município.

### Moeda Verde
Em novembro de 2017, durante o primeiro ano de governo, foi implantado através do Serviço Municipal de Saneamento Ambiental de Santo André o Projeto Moeda Verde, que tem como finalidade a troca de resíduos recicláveis por alimentos como legumes e hortaliças. Em 2024 o projeto foi destaque na 29ª Conferência das Nações Unidas sobre Mudanças Climáticas, realizado em Baku, capital do Azerbaijão.

## Execuções

### Saúde

#### Novas UPAs

##### Bangu
No segundo ano do seu primeiro governo, em abril de 2018 foi inaugurada a primeira unidade de saúde requalificada no padrão da gestão, o antigo Pronto Atendimento Bangu foi ampliado, reformado e modernizado recebendo o credenciamento do Ministério da Saúde para funcionar como uma Unidade de Pronto Atendimento 24hrs. A requalificação da estrutura contou com o aumento do número de leitos, passando de 20 para 33  sendo 9 deles de Unidade de Terapia Intensiva, segregação da ala adulta e pediátrica, implantação do serviço de atendimento odontológico, clínica médica além da criação de uma base descentralizada do SAMU.

##### Perimetral
No ano seguinte, em abril de 2019 foi entregue a população de Santo André a nova UPA Perimetral, fechada desde 2016, durante a administração de Carlos Grana, a estrutura foi modernizada e requalificada no padrão QualiSaúde da gestão, contando com 33 leitos e capacidade de atendimento de 14 mil pessoas por mês além de passar a ser uma base descentralizada do SAMU.

#### Hospital Veterinário Municipal
No dia 8 de abril de 2024, no aniversário de 471 anos de Santo André, houve a inauguração do primeiro hospital público veterinário do município, na Vila Eldizia. A estrutura conta com Centro de Adoção, gatil para até 20 gatos, canil com solarium para até 30 cães, três consultórios, uma sala para infectocontagiosos, uma sala para internação, um ambulatório, um espaço para banho e tosa, um compartimento para estoque de ração além de dois centros cirúrgicos, duas salas de pré-operatório, duas salas de pós-operatório, um expurgo, uma sala de esterilização, enfermaria, estoque, Raio X, Ultrassom, Administração, Copa, Lavanderia e dois vestiários. O equipamento foi construído do zero pelo município através de emendas parlamentares.

#### TEAcolhe
Uma das propostas de seu plano de governo foi a construção de centros de referência relacionados à pessoas com deficiência e sua inclusão na sociedade, pautado nessa iniciativa, no dia 3 de dezembro de 2024, a prefeitura de Santo André entrega o primeiro centro especializado no Transtorno do Espectro Autista, o TEAcolhe, espaço idealizado para a realização do processo terapêutico com foco no TEA, com estrutura própria para os atendimentos, com equipamentos voltados ao desenvolvimento físico, mental e afetivo, melhora das habilidades motoras, redução da ansiedade, melhora da qualidade do sono, coordenação motora e comunicação.
A população tem acesso ao TEAcolhe por meio das unidades básicas de saúde. A primeira avaliação é do médico da unidade, que, em caso de necessidade, encaminha o paciente para os especialistas do Poupatempo da Saúde e, posteriormente, ao TEAcolhe para conclusão do diagnóstico e início do tratamento.

#### Poupatempo da Saúde - Centro Médico de Especialidades
No dia 2 de fevereiro de 2024 foi entregue a população de Santo André o primeiro Poupatempo da Saúde do município, no Atrium Shopping. equipamento que consiste num complexo médico de especialidades, antes atendidas pelos Centros Médicos de Especialidades (CMEs) das ruas Xavier de Toledo e Joaquim Távora. A construção do equipamento aumentou cerca de 40% a oferta de procedimentos médicos no município.
O acesso do munícipe ao Poupatempo da Saúde se dá pelas unidades básicas de saúde onde o morador é cadastrado. Após o atendimento clínico nestas unidades, em caso de necessidade, o paciente é encaminhado para os médicos especialistas que atendem no Poupatempo da Saúde. No total são mais de 30 especialidades e 150 médicos atuando no equipamento todos os dias.

##### Aplicativo
Em março do mesmo ano, foi lançado o aplicativo do Poupatempo da Saúde, plataforma desenvolvida com intuito de simplificar e facilitar a marcação de procedimentos para os munícipes. Após o agendamento do procedimento pelo paciente, o mesmo recebe a confirmação por mensagem. Podendo também acessar seu histórico de atendimento, fazer avaliações dos serviços e enviar sugestões para melhorias. Também oferece recursos adicionais, como acesso à carteira de vacinação virtual.

### Educação

#### Centro de Atendimento Educacional Multidisciplinar
No âmbito da educação inclusiva houve a entrega da revitalização do CAEM (Centro de Atendimento Educacional Multidisciplinar) no ano de 2022, a estrutura dá suporte aos alunos da rede municipal de educação que possuem dificuldades de aprendizagem ou transtornos de desenvolvimento em fala, linguagem, comportamento ou emocionais, com ou sem diagnóstico.

## Secretariado

### 1° Mandato (2017-2020)
| Pasta                                                        | Titular                   | Partido       | Início do Mandato       | Fim do Mandato          | Ref.          |
| ------------------------------------------------------------ | ------------------------- | ------------- | ----------------------- | ----------------------- | ------------- |
| Chefia de Gabinete                                           | Ana Cláudia Cebrian Leite |               | 1.º de janeiro de 2017  | 31 de dezembro de 2020  | [ 28 ]        |
|                                                              |                           |               |                         |                         |               |
| Unidade de Assuntos Estratégicos                             | Leandro Petrin            |               | 1.º de janeiro de 2017  | 22 de março de 2018     | [ 28 ] [ 29 ] |
| Unidade de Assuntos Estratégicos                             | Pedro Seno                |               | 22 de março de 2018     | 31 de dezembro de 2020  |               |
|                                                              |                           |               |                         |                         |               |
| Assessoria de Comunicação                                    | Jéssica Cavalheiro        |               | 22 de março de 2018     | 31 de dezembro de 2020  | [ 29 ]        |
|                                                              |                           |               |                         |                         |               |
| Unidade de Comunicação e Eventos                             | Luciana Patara            |               | 22 de março de 2018     | 31 de dezembro de 2020  | [ 29 ]        |
|                                                              |                           |               |                         |                         |               |
| Unidade de Assuntos Institucionais e Comunitários            | Carlos Bianchin           |               | 1.º de janeiro de 2017  | 4 de abril de 2018      | [ 28 ]        |
| Unidade de Assuntos Institucionais e Comunitários            | Luiz Zacarias             | PTB           | 4 de abril de 2018      | 31 de dezembro de 2020  | [ 30 ]        |
|                                                              |                           |               |                         |                         |               |
| Núcleo de Inovação Social                                    | Ana Carolina Serra        |               | 1.º de janeiro de 2017  | 31 de dezembro de 2020  | [ 28 ]        |
|                                                              |                           |               |                         |                         |               |
| Secretaria Municipal de Educação                             | Dinah Zekcer              | PTB           | 1.º de janeiro de 2017  | 31 de dezembro de 2020  | [ 31 ]        |
|                                                              |                           |               |                         |                         |               |
| Secretaria Municipal de Saúde                                | Ana Paula Pena Dias       |               | 1.º de janeiro de 2017  | 6 de dezembro de 2017   | [ 31 ] [ 32 ] |
| Secretaria Municipal de Saúde                                | Márcio Chaves             | PSD           | 18 de dezembro de 2017  | 31 de dezembro de 2020  | [ 33 ]        |
|                                                              |                           |               |                         |                         |               |
| Secretaria Municipal de Habitação e Regulação Fundiária      | Fernando Marangoni        | DEM           | 1.º de janeiro de 2017  | 31 de dezembro de 2018  | [ 34 ] [ 31 ] |
| Secretaria Municipal de Habitação e Regulação Fundiária      | Paulo Alves               | DEM           | 1.º de janeiro de 2019  | 31 de agosto de 2020    | [ 34 ]        |
| Secretaria Municipal de Habitação e Regulação Fundiária      | Adriano Cruz              |               | 31 de agosto de 2020    | 31 de dezembro de 2020  | [ 34 ]        |
|                                                              |                           |               |                         |                         |               |
| Secretaria Municipal de Cidadania e Inclusão                 | Marcelo Delsir da Silva   |               | 1.º de janeiro de 2017  | 31 de dezembro de 2020  | [ 31 ]        |
|                                                              |                           |               |                         |                         |               |
| Secretaria Municipal da Pessoa Com Deficiência               | Silvia Prin Grecco        |               | 6 de março de 2020      | 31 de dezembro de 2020  | [ 35 ]        |
|                                                              |                           |               |                         |                         |               |
| Secretaria Municipal de Cultura e Lazer                      | Simone Zárate             |               | 1.º de janeiro de 2017  | 31 de dezembro de 2020  | [ 31 ]        |
|                                                              |                           |               |                         |                         |               |
| Secretaria Municipal de Esportes e Prática Esportiva         | Marcelo Chehade           | PSDB          | 1.º de janeiro de 2017  | 31 de dezembro de 2020  | [ 28 ]        |
|                                                              |                           |               |                         |                         |               |
| Secretaria Municipal de Assuntos Jurídicos                   | Caio Costa e Paula        |               | 1.º de janeiro de 2017  | 31 de dezembro de 2020  | [ 28 ]        |
|                                                              |                           |               |                         |                         |               |
| Secretaria Municipal de Gestão Financeira                    | José Grecco               |               | 1.º de janeiro de 2017  | 2 de março de 2018      | [ 28 ]        |
| Secretaria Municipal de Gestão Financeira                    | Leandro Petrin            |               | 2 de março de 2018      | 31 de dezembro de 2020  | [ 36 ] [ 29 ] |
|                                                              |                           |               |                         |                         |               |
| Secretaria Municipal de Inovação e Administração Municipal   | Fernando Gomes            |               | 1.º de janeiro de 2017  | 31 de dezembro de 2020  | [ 28 ]        |
|                                                              |                           |               |                         |                         |               |
| Secretaria Municipal de Manutenção e Serviços Públicos       | Luiz Zacarias             | PTB           | 1.º de janeiro de 2017  | 4 de abril de 2018      | [ 31 ]        |
| Secretaria Municipal de Manutenção e Serviços Públicos       | Carlos Bianchin           |               | 4 de abril de 2018      | 1.º de dezembro de 2018 | [ 30 ]        |
| Secretaria Municipal de Manutenção e Serviços Públicos       | Vitor Mazetti             |               | 1.º de dezembro de 2018 | 31 de dezembro de 2020  | [ 37 ]        |
|                                                              |                           |               |                         |                         |               |
| Secretaria Municipal de Mobilidade Urbana                    | Edilson Factori           |               | 1.º de janeiro de 2017  | 30 de janeiro de 2019   | [ 31 ]        |
| Secretaria Municipal de Mobilidade Urbana                    | Ajan Marques              |               | 30 de janeiro de 2019   | 31 de dezembro de 2020  | [ 38 ] [ 39 ] |
|                                                              |                           |               |                         |                         |               |
| Secretaria de Meio Ambiente                                  | Donizeti Pereira          | PV            | 1.º de janeiro de 2017  | 2 de fevereiro de 2018  | [ 31 ]        |
| Secretaria de Meio Ambiente                                  | Murilo Andrade Valle      | PV            | 2 de fevereiro de 2018  | 29 de agosto de 2018    | [ 40 ]        |
| Secretaria de Meio Ambiente                                  | Fabio Picarelli           |               | 29 de agosto de 2018    | 31 de dezembro de 2020  | [ 41 ]        |
|                                                              |                           |               |                         |                         |               |
| Secretaria de Segurança Cidadã                               | Edson Sardano             | PTB           | 1.º de janeiro de 2017  | 4 de dezembro de 2019   | [ 31 ]        |
| Secretaria de Segurança Cidadã                               | José Roberto Crisóstomo   |               | 4 de dezembro de 2019   | 31 de dezembro de 2020  | [ 42 ]        |
|                                                              |                           |               |                         |                         |               |
| Secretaria de Desenvolvimento Econômico e Geração de Emprego | Ailton Lima               | Solidariedade | 1.º de janeiro de 2017  | 2 de março de 2018      | [ 31 ]        |
| Secretaria de Desenvolvimento Econômico e Geração de Emprego | Ajan Marques              |               | 2 de março de 2018      | 30 de janeiro de 2019   | [ 36 ]        |
| Secretaria de Desenvolvimento Econômico e Geração de Emprego | Evandro Banzatto          |               | 30 de janeiro de 2019   | 31 de dezembro de 2020  | [ 39 ]        |

#### Autarquias
| Autarquia                                                             | Titular                         | Partido | Início do Mandato       | Fim do Mandato          | Ref.          |
| --------------------------------------------------------------------- | ------------------------------- | ------- | ----------------------- | ----------------------- | ------------- |
| Serviço Municipal de Saneamento Ambiental (SEMASA)                    | Ajan Marques                    |         | 6 de janeiro de 2017    | 4 de maio de 2017       | [ 43 ] [ 44 ] |
| Serviço Municipal de Saneamento Ambiental (SEMASA)                    | Ricardo Kondratovich (interino) |         | 4 de maio de 2017       | 4 de junho de 2017      |               |
| Serviço Municipal de Saneamento Ambiental (SEMASA)                    | Alair Magni                     |         | 4 de junho de 2017      | 19 de fevereiro de 2019 |               |
| Serviço Municipal de Saneamento Ambiental (SEMASA)                    | Almir Cicote                    | Avante  | 19 de fevereiro de 2019 | 4 de dezembro de 2019   | [ 45 ] [ 46 ] |
| Serviço Municipal de Saneamento Ambiental (SEMASA)                    | Ricardo Kondratovich            |         | 4 de dezembro de 2019   | 31 de dezembro de 2020  |               |
|                                                                       |                                 |         |                         |                         |               |
| Companhia Regional de Abastecimento Integrado de Santo André (CRAISA) | Reinaldo Messias                |         | 1.º de janeiro de 2017  | 31 de dezembro de 2020  | [ 47 ]        |
|                                                                       |                                 |         |                         |                         |               |
| Instituto de Previdência de Santo André (IPSA)                        | Miguel Heredia                  |         | 1.º de janeiro de 2017  | 31 de dezembro de 2020  |               |

### 2° Mandato (2021-2024)
| Pasta                                                                  | Titular                   | Partido | Início do Mandato      | Fim do Mandato           | Ref.                 |
| ---------------------------------------------------------------------- | ------------------------- | ------- | ---------------------- | ------------------------ | -------------------- |
| Chefia de Gabinete                                                     | Ana Cláudia Cebrian Leite |         | 1.º de janeiro de 2021 | 31 de dezembro de 2024   | [ 48 ]               |
|                                                                        |                           |         |                        |                          |                      |
| Unidade de Projetos Especiais                                          | José Police Neto          | PSD     | 30 de dezembro de 2022 | 1.º de fevereiro de 2023 | [ 49 ]               |
|                                                                        |                           |         |                        |                          |                      |
| Assessoria de Comunicação                                              | Jessica Cavalheiro        |         | 1.º de janeiro de 2021 | 12 de dezembro de 2022   | [ 48 ] [ 50 ]        |
|                                                                        |                           |         |                        |                          |                      |
| Unidade de Comunicação e Eventos                                       | Luciana Patara            |         | 1.º de janeiro de 2021 | 15 de junho de 2021      | [ 48 ] [ 51 ]        |
| Unidade de Comunicação e Eventos                                       | José Police Neto          | PSD     | 15 de junho de 2021    | 6 de agosto de 2021      | [ 52 ]               |
| Unidade de Comunicação e Eventos                                       | Edson Salvo Melo          | PSDB    | 6 de agosto de 2021    | 12 de dezembro de 2022   | [ 52 ]               |
|                                                                        |                           |         |                        |                          |                      |
| Unidade de Apoio Governamental                                         | Donizeti Pereira          | PV      | 1.º de janeiro de 2021 | 7 de dezembro de 2022    | [ 48 ] [ 53 ]        |
|                                                                        |                           |         |                        |                          |                      |
| Unidade de Assuntos Institucionais e Comunitários                      | José Acemel               |         | 1.º de janeiro de 2021 | 31 de dezembro de 2024   | [ 48 ]               |
|                                                                        |                           |         |                        |                          |                      |
| Unidade de Planejamento e Assuntos Estratégicos                        | José Police Neto          | PSD     | 1.º de janeiro de 2021 | 1.º de abril de 2022     | [ 48 ]               |
|                                                                        |                           |         |                        |                          |                      |
| Unidade de Cerimonial, Eventos e Lazer                                 | Jessica Cavalheiro        |         | 12 de dezembro de 2022 | 31 de dezembro de 2024   | [ 54 ]               |
|                                                                        |                           |         |                        |                          |                      |
| Secretaria Municipal de Ações Governamentais                           | Pedrinho Botaro           | PSDB    | 3 de fevereiro de 2023 | 2 de fevereiro de 2024   | [ 55 ] [ 56 ]        |
| Secretaria Municipal de Ações Governamentais                           | Alan Rodrigues Mendes     |         | 2 de fevereiro de 2024 | 6 de maio de 2024        | [ 56 ]               |
| Secretaria Municipal de Ações Governamentais                           | Gilvan Júnior             | PSDB    | 6 de maio de 2024      | 3 de junho de 2024       | [ 57 ] [ 58 ]        |
| Secretaria Municipal de Ações Governamentais                           | Edson Festucci            |         | 3 de junho de 2024     | 31 de dezembro de 2024   | [ 58 ]               |
|                                                                        |                           |         |                        |                          |                      |
| Secretaria Municipal de Comunicação                                    | Edson Salvo Melo          | PSDB    | 12 de dezembro de 2022 | 31 de dezembro de 2024   | [ 54 ] [ 52 ]        |
|                                                                        |                           |         |                        |                          |                      |
| Secretaria Municipal de Educação                                       | Cleide Bochixio           |         | 1.º de janeiro de 2021 | 27 de dezembro de 2022   | [ 59 ]               |
| Secretaria Municipal de Educação                                       | Almir Cicote              | Avante  | 30 de dezembro de 2022 | 6 de abril de 2024       | [ 60 ] [ 61 ]        |
| Secretaria Municipal de Educação                                       | Erica Aparecida Ferreira  |         | 6 de abril de 2024     | 31 de dezembro de 2024   |                      |
|                                                                        |                           |         |                        |                          |                      |
| Secretaria Municipal de Saúde                                          | Márcio Chaves             | PSD     | 1.º de janeiro de 2021 | 1.º de abril de 2022     | [ 62 ]               |
| Secretaria Municipal de Saúde                                          | José Police Neto          | PSD     | 1.º de abril de 2022   | 30 de dezembro de 2022   | [ 63 ] [ 64 ]        |
| Secretaria Municipal de Saúde                                          | Gilvan Júnior             | NOVO    | 30 de dezembro de 2022 | 6 de maio de 2024        | [ 65 ]               |
| Secretaria Municipal de Saúde                                          | Gilvan Júnior             | PSDB    | 30 de dezembro de 2022 | 6 de maio de 2024        | [ 65 ]               |
| Secretaria Municipal de Saúde                                          | Acácio Miranda            |         | 6 de maio de 2024      | 31 de dezembro de 2024   | [ 65 ]               |
|                                                                        |                           |         |                        |                          |                      |
| Secretaria Municipal de Habitação e Regulação Fundiária                | Adriano Cruz              |         | 1.º de janeiro de 2021 | dezembro de 2021         | [ 48 ]               |
| Secretaria Municipal de Habitação e Regulação Fundiária                | Rafael Dalla Rosa         |         | dezembro de 2021       | 31 de dezembro de 2024   |                      |
|                                                                        |                           |         |                        |                          |                      |
| Secretaria Municipal de Cidadania e Assistência Social                 | Marcelo Delsir            |         | 1.º de janeiro de 2021 | 19 de maio de 2023       | [ 48 ]               |
| Secretaria Municipal de Cidadania e Assistência Social                 | André Scarpino            | PSDB    | 19 de maio de 2023     | 31 de dezembro de 2024   | [ 66 ]               |
|                                                                        |                           |         |                        |                          |                      |
| Secretaria Municipal da Pessoa Com Deficiência                         | Ivo de Lima               | PDT     | 8 de abril de 2021     | 3 de fevereiro de 2023   | [ 67 ]               |
| Secretaria Municipal da Pessoa Com Deficiência                         | Jobert Minhoca            | PODE    | 3 de fevereiro de 2023 | 3 de fevereiro de 2024   | [ 55 ] [ 68 ]        |
| Secretaria Municipal da Pessoa Com Deficiência                         | Valéria Romera Marcelino  |         | 3 de fevereiro de 2024 | 31 de dezembro de 2024   |                      |
|                                                                        |                           |         |                        |                          |                      |
| Secretaria Municipal de Cultura e Lazer                                | Simone Zárate             |         | 1.º de janeiro de 2021 | 31 de dezembro de 2024   | [ 48 ]               |
|                                                                        |                           |         |                        |                          |                      |
| Secretaria Municipal de Esportes e Prática Esportiva                   | Marcelo Chehade           | PSDB    | 1.º de janeiro de 2021 | 12 de abril de 2024      | [ 48 ] [ 69 ]        |
| Secretaria Municipal de Esportes e Prática Esportiva                   | Marcos Fernandes Filho    |         | 12 de abril de 2024    | 31 de dezembro de 2024   | [ 70 ]               |
|                                                                        |                           |         |                        |                          |                      |
| Secretaria Municipal de Assuntos Jurídicos                             | Caio Costa e Paula        |         | 1.º de janeiro de 2021 | 31 de dezembro de 2024   | [ 48 ]               |
|                                                                        |                           |         |                        |                          |                      |
| Secretaria Municipal de Gestão Financeira                              | Edson Salvo Melo          | PSDB    | 1.º de janeiro de 2021 | 27 de julho de 2021      | [ 48 ] [ 50 ]        |
| Secretaria Municipal de Gestão Financeira                              | Pedro Seno                |         | 27 de julho de 2021    | agosto de 2021           | [ 71 ]               |
| Secretaria Municipal de Gestão Financeira                              | José Cláudio Simões       |         | agosto de 2021         | 18 de outubro de 2023    |                      |
| Secretaria Municipal de Gestão Financeira                              | Pedro Seno                |         | 18 de outubro de 2023  | 31 de dezembro de 2024   | [ 72 ]               |
|                                                                        |                           |         |                        |                          |                      |
| Secretaria Municipal de Inovação e Administração Municipal             | Pedro Seno                |         | 1.º de janeiro de 2021 | 17 de agosto de 2021     | [ 71 ]               |
| Secretaria Municipal de Inovação e Administração Municipal             | Almir Cicote              | Avante  | 17 de agosto de 2021   | 6 de maio de 2022        | [ 73 ] [ 74 ]        |
| Secretaria Municipal de Inovação e Administração Municipal             | Pedro Seno                |         | 6 de maio de 2022      | 4 de dezembro de 2024    | [ 48 ]               |
| Secretaria Municipal de Inovação e Administração Municipal             | Fernanda Sakaragui        |         | 4 de dezembro de 2024  | 31 de dezembro de 2024   |                      |
|                                                                        |                           |         |                        |                          |                      |
| Secretaria Municipal de Manutenção e Serviços Urbanos                  | Vitor Mazetti             |         | 1.º de janeiro de 2021 | 21 de junho de 2024      | [ 48 ] [ 75 ]        |
| Secretaria Municipal de Manutenção e Serviços Urbanos                  | José Antônio Ferreira     |         | 21 de junho de 2024    | 31 de dezembro de 2024   | [ 76 ]               |
|                                                                        |                           |         |                        |                          |                      |
| Secretaria Municipal de Planejamento Estratégico e Licenciamento       | Gilvan Júnior             | NOVO    | 1.º de abril de 2022   | 30 de dezembro de 2022   | [ 53 ] [ 77 ]        |
| Secretaria Municipal de Planejamento Estratégico e Licenciamento       | Acácio Miranda Filho      |         | 30 de dezembro de 2022 | 5 de maio de 2024        | [ 53 ] [ 65 ]        |
| Secretaria Municipal de Planejamento Estratégico e Licenciamento       | Miguel Heredia            |         | 6 de maio de 2024      | 31 de dezembro de 2024   |                      |
|                                                                        |                           |         |                        |                          |                      |
| Secretaria Municipal de Mobilidade Urbana                              | Carlos Bianchin           |         | 1.º de janeiro de 2021 | 6 de maio de 2022        | [ 78 ] [ 79 ]        |
| Secretaria Municipal de Mobilidade Urbana                              | Almir Cicote              | Avante  | 6 de maio de 2022      | 30 de dezembro de 2022   | [ 73 ] [ 60 ]        |
| Secretaria Municipal de Mobilidade Urbana                              | Donizeti Pereira          | PV      | 30 de dezembro de 2022 | 31 de dezembro de 2024   | [ 80 ] [ 53 ] [ 81 ] |
| Secretaria Municipal de Mobilidade Urbana                              | Donizeti Pereira          | MDB     | 30 de dezembro de 2022 | 31 de dezembro de 2024   | [ 80 ] [ 53 ] [ 81 ] |
|                                                                        |                           |         |                        |                          |                      |
| Secretaria Municipal de Meio Ambiente                                  | Fabio Picarelli           | PODE    | 1.º de janeiro de 2021 | 6 de junho de 2024       | [ 48 ] [ 82 ]        |
| Secretaria Municipal de Meio Ambiente                                  | Alexandre Audino Campos   |         | 6 de junho de 2024     | 31 de dezembro de 2024   | [ 83 ]               |
|                                                                        |                           |         |                        |                          |                      |
| Secretaria Municipal de Segurança Cidadã                               | Edson Sardano             | PSD     | 1.º de janeiro de 2021 | 7 de outubro de 2022     | [ 48 ] [ 84 ]        |
| Secretaria Municipal de Segurança Cidadã                               | Edson Sardano             | NOVO    | 1.º de janeiro de 2021 | 7 de outubro de 2022     | [ 48 ] [ 84 ]        |
| Secretaria Municipal de Segurança Cidadã                               | Edson Lima de Oliveira    |         | 7 de outubro de 2022   | 6 de abril de 2024       | [ 85 ]               |
| Secretaria Municipal de Segurança Cidadã                               | Telmo Ferreira            |         | 6 de abril de 2024     | 31 de dezembro de 2024   | [ 86 ]               |
|                                                                        |                           |         |                        |                          |                      |
| Secretaria Municipal de Desenvolvimento Econômico e Geração de Emprego | Evandro Banzato           |         | 1.º de janeiro de 2021 | 31 de dezembro de 2024   | [ 48 ]               |

#### Autarquias
| Autarquia                                                             | Titular               | Partido   | Início do Mandato      | Fim do Mandato         | Ref.   |
| --------------------------------------------------------------------- | --------------------- | --------- | ---------------------- | ---------------------- | ------ |
| Serviço Municipal de Saneamento Ambiental (SEMASA)                    | Ricardo Kondratovich  |           | 1.º de janeiro de 2021 | maio de 2021           | [ 87 ] |
| Serviço Municipal de Saneamento Ambiental (SEMASA)                    | Gilvan Júnior         | NOVO      | maio de 2021           | 30 de dezembro de 2022 | [ 88 ] |
| Serviço Municipal de Saneamento Ambiental (SEMASA)                    | Ajan Marques          |           | 30 de dezembro de 2022 | 31 de dezembro de 2024 | [ 89 ] |
|                                                                       |                       |           |                        |                        |        |
| Companhia Regional de Abastecimento Integrado de Santo André (CRAISA) | Reinaldo Messias      |           | 1.º de janeiro de 2021 | 31 de dezembro de 2024 | [ 90 ] |
|                                                                       |                       |           |                        |                        |        |
| Instituto de Previdência de Santo André (IPSA)                        | Fernando Gomes        | PSDB      | 1.º de janeiro de 2021 | 31 de dezembro de 2024 | [ 87 ] |
|                                                                       |                       |           |                        |                        |        |
| Fundo Social de Solidariedade                                         | Ana Carolina Serra    | Cidadania | 1.º de janeiro de 2021 | 4 de abril de 2022     | [ 87 ] |
| Fundo Social de Solidariedade                                         | Ana Cláudia de Fabris |           | 5 de abril de 2022     | 5 de outubro de 2022   | [ 91 ] |
| Fundo Social de Solidariedade                                         | Ana Carolina Serra    | Cidadania | 5 de outubro de 2022   | 31 de dezembro de 2024 | [ 92 ] |